# 莫耶鎮區 (明尼蘇達州斯威夫特縣)
莫耶鎮區（英語：MoyerTownship）是位於美國明尼蘇達州斯威夫特縣的一個行政鎮區。

## 歷史
莫耶鎮區於1879年成立，得名自早期定居者威廉·莫耶（William Moyer）。

## 地方資料
莫耶鎮區的面積為90.01平方千米，當中陸地面積為89.73平方千米，而水域面積為0.27平方千米。根據2020年美國人口普查的數據，當地共有人口94人，而人口密度為每平方千米1.04人。